# Заречье (Хохольский район)
Заречье — хутор в Хохольском районе Воронежской области.
Входит в состав Яблоченского сельского поселения.

## География
На хуторе имеются две улицы — Калинина и Мира.

## Население
| 2010 |
| ---- |
| 17   |